# Belga (agència)
|  | Per a altres significats, vegeu «Belga». |

Belga és una agència de notícies de Bèlgica. És l'agència principal del país, des del 1948 propietat conjunta dels principals diaris i emissores, que en controlen un 80%.
Estimulats pel rei Albert I, que volia una agència nacional pròpia, independent de la filial de Brussel·les de l'agència francesa Havas, Pierre-Marie Olivier i Maurice Travailleur la van fundar l'1 de gener de 1921 com a Agence télégraphique belge de presse (Agència telegràfica belga de premsa), que aleshores va adquirir les activitats belgues d'Havas i Reuters. Inicialment només publicava comunicats en francès. Des del 1944 va començar publicar també en neerlandès i va afegir un departament de notícies d'esport. Des del 1970 les redaccions neerlandesa (belga) i francesa van ser separades i operen dins de la mateixa organització amb gran autonomia.
Fins al 2014 l'agència estava situada a Schaarbeek, quan va transferir-se al carrer de l'Arduinkaai de Brussel·les als antics despatxos del diari De Morgen.